# Кёниг, Франц (кардинал)
Франц Кёниг (нем. Franz König; 3 августа 1905, Варт, Нижняя Австрия, Австро-Венгрия — 13 марта 2004, Вена, Австрия) — один из крупнейших, влиятельнейших и значительных кардиналов Римско-католической церкви. Титулярный епископ Ливьяде и коадъютор Санкт-Пёльтена с 3 июля 1952 по 10 мая 1956. Архиепископ Вены с 10 мая 1956 по 16 сентября 1985. Председатель Секретариата по делам не-христиан с 6 апреля 1965 по 27 июня 1980. На момент своей смерти он был вторым старейшим кардиналом в Коллегии кардиналов (98 лет) и самым старейшим по возведению в сан (46 лет носил кардинальскую мантию). Кардинал-священник с 15 декабря 1958, с титулом церкви Сан-Эузебио с 18 декабря 1958 (назначен на консистории от 15 декабря 1958 папой римский Иоанном XXIII). Кардинал-протопресвитер с 13 ноября 1991 по 13 марта 2004.

## Начало пути
Родился Франц Кёниг 3 августа 1905 года в Варте, небольшой деревушке, недалеко от Рабенштайна, Нижняя Австрия, в семье крестьян. Родителями Франца были Франц и Мария Кёниг. Франц был самым старшим из девяти детей. Будущий кардинал Кёниг посещал католическую школу в Мельке (Stiftsgymnasium), при бенедиктинском аббатстве. Позже учился в Риме, в Папском Григорианском университете, где в 1930 году получил степень доктора философии, а в 1936 году стал доктором богословия. Учился также в Папском Германо-венгерском Колледже, в Папском библейском институте (где изучал старо-сирийский язык и древние персидские религии), в Католическом университете Лилля, Франция. Кёниг говорил на немецком, английском, итальянском, французском, испанском, русском, латинском языках, понимал сирийский, а также древнеперсидский и иврит.
Посвящён в священники 29 октября 1933 года в Риме кардиналом Франческо Маркетти Сельваджани, генеральным викарием Рима.
В 1933—1936 годах и 1938—1945 годах работал священником в различных приходах Санкт-Пёльтена. Затем сделал академическую карьеру в Венском и Зальцбургском университетах (первый приват-доцент, позднее профессор в Зальцбургском университете) перед назначением в 1952 году коадъютором Санкт-Пёльтена с правом наследования епархии. Рукоположён в сан 31 августа 1952 года епископом Санкт-Пёльтена Михаэлем Мемелауэром.

## Архиепископикардинал
10 мая 1956 года Франца Кёнига назначили преемником кардинала Теодора Иннитцера на посту архиепископа Вены и примаса Австрии, что в будущем автоматически давало шанс стать кардиналом. Но при Пие XII этого не произошло. Только 15 декабря 1958 года Кёниг был возведен в кардиналы на первой консистории Иоанна XXIII, получив титулярную церковь Сан-Эузебио. С 1959 года по 1968 год он также был военным викарием Австрии.
В 1970-х годах он активно работал, вместе с федеральным канцлером Австрии Бруно Крайским над примирением социализма и Римско-католической церкви, хотя в то же время Кёниг яростно выступал против легализации абортов социалистическим правительством Крайского, даже принимая участие в демонстрациях по этому поводу.
Внутри Церкви он главным образом интересовался вопросами экуменизма, с 6 апреля 1965 года по 27 июня 1980 года возглавляя Ватиканский Секретариат по делам не-христиан. В рамках этой своей работы Кёниг посетил Польшу, Румынию и Югославию, где встречался с представителями местных православных церквей. В 1975 году он нанёс визит коптскому патриарху Шенуде III в Египте, в 1978 году встречался с православным патриархом Сирии в Дамаске, а в 1980 году — с католикосом Армянской апостольской церкви Вазгеном I в Москве.
Кардинал Кёниг также сыграл ключевую роль в избрании краковского архиепископа Кароля Войтылы папой римским.
Его преемником на посту архиепископа Вены стал Ханс Герман Гроэр, человек, к назначению которого Кёниг не имел никакого отношения и который был в конечном счёте отправлен в отставку папой римским Иоанном Павлом II из-за сексуального скандала.
До самой смерти кардинал Кёниг был очень активен в митрополии Вены, теперь находящейся на попечении нынешнего архиепископа Вены, кардинала Кристофа Шёнборна, которого в своё время сам Кёниг и рукоположил в священники. В 2003 году, во время отпуска, Кёниг неудачно упал и сломал себе бедро, однако быстро выздоровел и несколькими месяцами позже снова служил мессу.
Кёниг умер во сне 13 марта 2004 года в возрасте 98 лет в монастыре Сестёр милосердия в Вене, где находилась его резиденция. Похоронен в Кафедральном соборе Святого Штефана Вены. На похоронах Франца Кёнига присутствовало огромное количество австрийцев, пришедших проститься со «своим» архиепископом.
Кардинал Кёниг был последним кардиналом, остававшимся в живых, назначенным папой римским Иоанном XXIII.

## Награды
- Большой крест с золотой звездой Почётного знака «За заслуги перед Австрийской Республикой»[5]
- Орден Двойного белого креста 1 класса (Словакия, 20 ноября 2000 года)[6].
- Большой крест ордена Заслуг перед Республикой Польша (Польша, 7 сентября 1998 года)[7]